# Halba
Halba est la capitale de Akkar, une mohafazat du Nord du Liban. Elle se situe au nord d'Akkar et est peuplée d'une majorité musulmane sunnite avec une importante minorité chrétienne (orthodoxe et maronite). 35 % des émigrés libanais étaient de halba et 82,5 % d'eux sont des maronites, 10,5 % d'orthodoxes et le reste des sunnites et des alaouites. Halba compte 1 église maronite, 1 église orthodoxe et 2 mosquées.

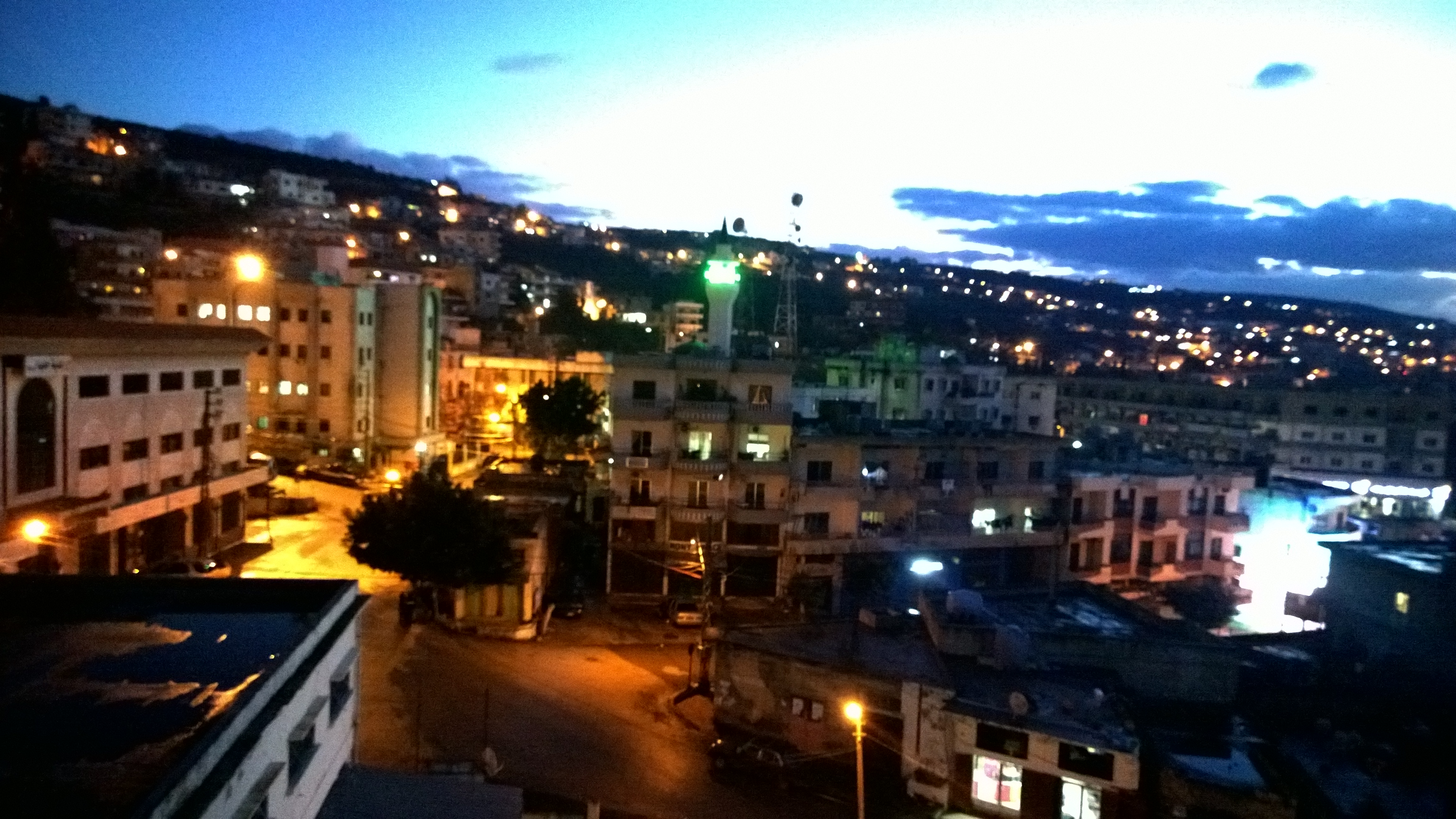
Halba la nuit

Halba (حلبا) est une collectivité locale libanaise, qui se situe dans le Caza de Aakkar (District), l'une des subdivisions administratives de la Mohafazah de Aakkar (Gouvernorat).